# Coupe d'Europe des clubs de basket-ball en fauteuil roulant 2010
Navigation
Saison précédente Saison suivante
La Coupe d'Europe des clubs de basket-ball en fauteuil roulant 2010, ou EuroCup 2010, est la 35e Coupe d'Europe des clubs de basket-ball en fauteuil roulant organisée par l'IWBF Europe.

## Classements finaux
|                    | EuroCup 1 Coupe des Clubs Champions | EuroCup 1 Coupe des Clubs Champions | EuroCup 2 Coupe André Vergauwen | EuroCup 2 Coupe André Vergauwen | EuroCup 3 Coupe Willi Brinkmann      | EuroCup 3 Coupe Willi Brinkmann | EuroCup 4 Challenge Cup | EuroCup 4 Challenge Cup |
| Rang               | Équipe                              | V-D                                 | Équipe                          | V-D                             | Équipe                               | V-D                             | Équipe                  | V-D                     |
| ------------------ | ----------------------------------- | ----------------------------------- | ------------------------------- | ------------------------------- | ------------------------------------ | ------------------------------- | ----------------------- | ----------------------- |
| Médaille d'or      | RSV Lahn-Dill                       | 5-0                                 | CS Meaux                        | 5-0                             | BSR Fundacion Grupo Norte Valladolid | 5-0                             | Norrköping Dolphins     | 5-0                     |
| Médaille d'argent  | CMB Santa Lucia Sport               | 2-3                                 | Beşiktaş JK                     | 3-2                             | CD Amfiv Ademi                       | 3-2                             | Wolverhampton Rhinos    | 4-1                     |
| Médaille de bronze | RSC Rollis Zwickau                  | 3-2                                 | CP Mideba                       | 4-1                             | Fuhnpaiin Peraleda Toledo            | 4-1                             | Pilatus Dragons         | 3-2                     |
| 4                  | Elecom Sport Onlus Roma             | 2-3                                 | Toulouse Invalides Club         | 3-2                             | AS Dream Team Onlus Taranto          | 2-3                             | Mainhatten Skywheelers  | 2-3                     |
| 5                  | Galatasaray SK                      | 2-3                                 | AS Santo Stefano                | 3-2                             | CAPSAAA Paris                        | 3-2                             | Oldham Owls             | 3-2                     |
| 6                  | Milton Keynes Aces                  | 2-3                                 | GSD Anmic Sassari               | 2-3                             | Beit Halochem Tel Aviv               | 2-3                             | HB Le Cannet CA         | 1-4                     |
| 7                  | CD Fundosa Once Madrid              | 3-2                                 | ASV Bonn                        | 1-4                             | Hyères HC                            | 1-4                             | Conveen Sitting Bulls   | 2-3                     |
| 8                  | Once Andalucia Sevilla              | 1-4                                 | Roller Bulls Sankt-Vith         | 0-5                             | Aigles de Meyrin                     | 0-5                             | LTRS Lodz               | 0-5                     |